# نامه‌های محمد به سران کشورها
نامه‌های محمد به سران کشورها به مجموعه نامه‌هایی گفته می‌شود که مطابق گفتهٔ منابع اسلامی توسط محمد پس از صلح حدیبیه، در سال هفتم هجرت، برای پادشاهان و سران ممالک هم عصر با او ارسال گشته‌اند. در منابع اسلامی نامه‌هایی از محمد به هراکلیوس (هرقل)، نجاشی یا آرماه، خسرو پرویز، مقوقس قبطی و منذر بن ساوی التمیمی گزارش شده‌است. قدیمی‌ترین شاهدی که از چنین نامه‌هایی وجود دارد، نه از منابع اسلامی، بلکه از منابع مسیحی می‌آید و ابن شهاب زهری—اولین راوی اسلامی نامه‌های محمد—هم منبعش را «اسقف النصارا» معرفی کرده‌است. داستان نامهٔ محمد به هراکلیوس، امپراتور روم، در واقع بخشی از داستانی بزرگ‌تر دربارهٔ پیشگویی نابودی روم است که در آن هراکلیوس با تعبیر نشانه‌های سماوی پیش‌بینی می‌کند که «پادشاه/مملکت مختونان» به زودی ظهور خواهد کرد. هراکلیوس آنان را با یهودیان—که ختنه نزد ایشان هم رایج است—اشتباه می‌گیرد اما در ادامه داستان مشخص می‌شود منظور محمد است. داستان نامهٔ محمد احتمالاً توسط آن دسته از مسیحیانی جعل شده که به دلیل باورهای آخرالزمانی خود با هراکلیوس و امپراتوری روم مخالفت می‌کردند. (بنگرید به محمد#باورهای آخرالزمانی در قرون ششم و هفتم میلادی).

## بررسی تاریخی
داستان پیشگویی هراکلیوس و نامهٔ محمد به او، به طرق مختلف در منابع اسلامی روایت شده اما قدیمی‌ترین آن‌ها متعلق به ابن شهاب زهری، محدث دربار بنی امیه، است. اصل روایت زهری از بین رفته اما شاگردش معمر بن راشد و چند منبع دیگر آن را حفظ کرده‌اند. داستان بلافاصله پس از پایان جنگ رومی‌ها با ساسانیان آغاز می‌شود و هراکلیوس در سوریه حضور دارد. آنجا او به ستارگان می‌نگرد و نشانه‌های ظهور «الملک الخیتان» (پادشاه/مملکت مختونان) را می‌یابد. اخترشناسان هراکلیوس خطر را متوجه یهودیان—که ختنه نزدشان رایج است—می‌دانند اما به زودی یکی از فرمانداران هراکلیوس مردی عرب را نزد او می‌فرستد که تا از پیامبری که تازه ظهور کرده خبر دهد. رومیان این مرد عرب را بررسی می‌کنند و می‌بینند که او هم مانند یهودیان ختنه شده‌است. سپس هراکلیوس اعلام می‌کند این پیامبر عرب، همان است که پادشاه مختونان خواهد شد. سپس هراکلیوس ابوسفیان (که از طایفهٔ اموی بود) را نزد خود می‌آورد تا از محمد برایش بگوید. لحظاتی قبل از اینکه هراکلیوس ابوسفیان را مرخص کند، نامه ای از خود محمد می‌رسد و او را به اسلام دعوت می‌کند. هراکلیوس ابتدا تظاهر به اسلام آوردن می‌کند، اما نهایتاً دعوت را رد می‌کند.
داستان ابن شهاب زهری به گونه‌ای تنظیم شده که خوانندگان بتوانند ارتباطش را با وقایع آینده (فتح شام توسط مسلمانان) را تشخیص دهند. منابع اسلامی زمان ارسال این نامه‌ها را سال‌های ۶ و ۷ هجری و چند سال قبل از نبرد یرموک معرفی می‌کنند. داستان پیشگویی هراکلیوس در خارج از منابع اسلامی، در منابع لاتین، یونانی، گرجی، حبشی و عربیِ مسیحی هم روایت شده‌است. قدیمی‌ترین منبع، اثری لاتین از دربار فرانک‌ها به نام رویدادنامه فردگار تألیف حدود ۶۶۰ میلادی—دو دهه بعد از مرگ هراکلیوس—است. روایت فردگار شباهت زیادی به روایت زهری دارد:
| روایت زهری به نقل از معمر بن راشد هراکلیوس پیشگویی بود که می‌توانست ستارگان را بخواند. روزی بیدار شد و درباریانش حالش را عجیب یافتند، لذا پرسیدند «چه خاطرت را مشغول کرده؟» هراکلیوس گفت «دوش به ستارگان نگریستم، و دانستم که پادشاه مختونان ظهور کرده‌است.» خدمه پاسخ دادند «آزرده خاطر مباش، چراکه فقط یهودیان مختون اند. دستوری بفرست به تمام ممالک تا تمام یهودیان را بکشد.» | رویدادنامه فردگار به لاتین امپراتور هراکلیوس—که او را مطالعه بسیار بود—اخترشناسی می‌کرد و از همین رو، به یاری خدا روزی دریافت مملکتش توسط نژادی مختون به خاک و خون کشیده خواهد شد؛ لذا دستوری نزد پادشاه فرانک‌ها فرستاد تا همهٔ یهودیان ملک خود را تعمید دهد. |

ناامیدی هراکلیوس و حتی باور به نزدیکی پایان جهان در متن این روایت، می‌تواند گواهی بر ریشهٔ شامی داستان باشد. نویسندگان اهل شام دیدگاهی منفی نسبت به هراکلیوس و پیروزی او بر خسرو پرویز داشته‌اند. در تمام نسخه‌هایی از زهری نقل شده، داستان نامهٔ محمد به هراکلیوس به فردی به نام «ابن ناطور» می‌رسد. ابن زهری این فرد را «اسقف النصارا» معرفی کرده‌است. به عقیدهٔ شان آنتونی، «ابن ناطور» معرب منصبی در کلیسای سریانی به نام «ناطر کورسیا» —جانشین اسقف—است. در واقع، ابن زهری داستانی مسیحی علیه هراکلیوس که با هدف مخالفت با رومیان ساخته شده بوده را تبدیل به داستانی کرده به حکومت مسلمانان/اعراب بر سرزمین‌های سابق امپراتوری روم در خاورمیانه و شمال آفریقا مشروعیت ببخشد: بدان معنا که از این پس دمشق—نه روم—مرکز امپراتوری آخرالزمانیِ خداست.

## نامه‌های منسوب به محمد
متن نامه‌هایی که در منابع اسلامی به محمد منسوب کرده‌اند، چنین هستند.

### نامه محمد به هرقل پادشاه روم
«بسم الله الرحمن الرحیم· من محمد عبدالله ورسوله، إلی هرقل عظیم الروم· سلام علی من اتبع الهدی· أما بعد فإنی أدعوک بدعایة الإسلام أسلم تسلم یؤتک الله أجرک مرتین· فإن تولیت فعلیک إثم الأریسیین یا أهل الکتاب تعالوا إلی کلمة سواء بیننا وبینکم أن لا نعبد إلا الله ولا نشرک به شیئا ولا یتخذ بعضنا بعضاً أربابا من دون الله فإن تولوا فقولوا اشهدوا بأنا مسلمون (آل عمران ۶۴)»
به نام خداوند بخشنده مهربان
از محمد بنده و فرستاده خدا به هرقل، بزرگ روم. درود بر کسی که از هدایت پیروی کند. اما بعد من تو را به آیین اسلام فرا می‌خوانم اسلام بیاور تا سالم بمانی و اسلام بیاور تا خدا دو بار تو را پاداش دهد و اگر از پذیرش آن سر باز زدی، گناه اریوسیان (فرقه‌ای از مسیحیت که بوسیله اسقف اریوس در سال ۳۱۰ میلادی پایه‌گذاری شد و معتقد به مخلوق بودن عیسی و نفی الوهیت او بودند) بر گردن توست؛ و ای اهل کتاب، بیایید از آن کلمه حق که میان ما و شما یکسان است پیروی کنیم که به جز خدای یکتا را نپرستیم، و چیزی را با او شریک قرار ندهیم، و برخی برخی را به جای خدا به ربوبیّت تعظیم نکنیم. پس اگر از حق روی گردانند بگویید شما گواه باشید که ما تسلیم فرمان خداوندیم.
پس از آن قیصر گفت: کسی را از قوم او بیابید تا از وی دربارهٔ محمد پرسش کنیم. در آن هنگام ابوسفیان با عده‌ای از مردان قریش، در زمان صلح حدیبیه برای تجارت در غزه بودند. ابوسفیان گوید: فرستاده قیصر نزد ما آمد و ما را پیش او در بیت‌المقدس برد. وی تاج برسر نهاده بود و بزرگان روم گرداگرد او بودند. قیصربه مترجم خویش گفت: بپرس کدام یک از اینان به این مردی که ادعا می‌کند پیغمبر است نزدیک تر است؟ ابوسفیان گفت من نزدیکترم. قیصر پرسید: نسب تو با او چیست؟ ابوسفیان پاسخ داد: محمد پسر عموی من است. قیصر گفت: پیش آی. آنگاه به اصحاب ابوسفیان دستور داد پشت او قرار گیرند و به آنان گفت شما را پشت سر او قرار دادم تا اگر دروغی گفت: شما راست آن را بگوئید.
ابوسفیان گوید: به خدا اگر حیا مانعم نبود هر آینه دروغ می‌گفتم اما برخلاف میل خویش وبا وجود دشمنی ام با محمد، به پرسشهای او پاسخ راست دادم. سپس هرقل به مترجم خود گفت: از او بپرس که نسب این مرد در میان شما چگونه است پاسخ دادم: او از ما و با نسب است. پرسید: آیا کسی از شما پیش از وی چنین ادعایی کرده‌است؟ گفتم: نه پرسید آیا شما او را متهم به دروغگویی می‌کنید؟ گفتم: نه پرسید: آیا کسی از پدرانش پادشاه بودند؟ گفتم: نه پرسید: مراتب عقل و رای او چگونه است؟ گفتم: هرگز بر عقل و رای او عیب نگرفته‌ایم. پرسید: آیا چون پیمانی بندد خیانت می‌کند؟ گفتم: نه و اکنون در میان ما و او کار به مصالحت برقرار است. پرسید: آیا با او نبرد آزموده‌اید؟ گفتم: بلی پرسید: جنگ شما و جنگ او چگونه است؟ گفتم:کار ما با او به نوبت رفت گاه او پیروز بود و زمانی ما. پرسید: شما را به چه امر می‌فرماید؟ گفتم: ما را امر می‌کند که خدای یکتا را بپرستیم و بد و شرک نورزیم و ما را به نماز و زکات و وفای به عهد و ادای امانت امر می‌کند.
هرقل به مترجم خویش گفت: به او (ابوسفیان) بگو: من تو را از نسب او پرسیدم و تو گفتی او مردی نسب دار است انبیا چنین باشند و در نسب قوم خویش برانگیخته شوند و از تو پرسیدم که آیا کسی پیش از او (محمد) چنین ادعایی کرده‌است؟ وتو گفتی که هیچ‌کس چنین ادعایی نداشته‌است و چنانچه کسی پیش از او این سخن را گفته بود، می‌گفتیم که او این سخن را از دیگران گرفته‌است و پرسیدیم که آیا او را به دروغگویی متهم می‌کنید؟ پیش از آن که در این باره پاسخی دهد ما گمان کردیم چنین نباشد و ما با پاسخ تو دانستیم که او نمی‌تواند کسی باشد که به مردم دروغ نگوید اما به خدا دروغ بندد و از تو پرسیدم که آیا کسی از پدرانش پادشاهی کرده‌است؟ و تو گفتی نه که اگر پاسخ تو مثبت بود آنگاه می‌گفتیم که او مردی است که به طلب پادشاهی پدرش این ادعا را مطرح کرده‌است و از تو پرسیدم که آیا بزرگان مردم او را پیروی کردند یا ضعفایشان؟ و تو گفتی:ضعفا حال آنکه اینان پیروان پیغمبران اند زیرا معمولاً پیروان پیغمبران از این طبقه بوده‌اند؛ و از تو پرسیدم که آیا شمار پیروانش روبه فزونی است یا کاستی؟ و تو پاسخ دادی: روبه فزونی است ایمان چنین است تا آنگاه که تمام و کامل شود؛ و تو را پرسیدم که آیا کسی از روی نارضایی از دین او ارتداد جسته‌است؟ و تو گفتی: نه. ایمان نیز چنین است هنگامی که ایمان حاصل شود سینه‌ها گشاده گردند. تو را پرسیدم که آیا خیانت می‌کند؟ و تو گفتی. نه پیامبران چنین اند و هیچ‌گاه خیانت روا نمی‌دارند و تو را پرسیدم که آیا با او نبرد آزموده‌اید؟ گفتی: آری و کار ما با او به نوبت بوده گاه او پیروز می‌شده و گاه ما. پیامبران چنین آزموده می‌شدند و در پایان، نصرت از آن آن‌ها می‌شده‌است؛ و از تو پرسیدم شما را به چه فرمان می‌دهد؟ جواب دادی: او ما را به نماز و زکات و عفاف و وفای به عهد و ادای امانت فرمان می‌دهد و من از این پاسخها دانستم که او پیغمبر است.

### نامه محمد به خسروپرویز
«بسم الله الرحمن الرحیم من محمد رسول‌الله إلی کسری عظیم فارس، سلام علی من اتبع الهدی، وآمن بالله ورسوله، وشهد أن لا إله إلا الله وحده لا شریک له، وأن محمدا عبده ورسوله، وأدعوک بدعایة الله، فإنی أنا رسول‌الله إلی الناس کافة، لینذر من کان حیا ویحق القول علی الکافرین فأسلم تسلم، فإن أبیت فإن إثم المجوس علیک.»
بنام خداوند بخشنده مهربان، از محمد، فرستاده خدا، به خسرو، بزرگِ ایران. درود بر آن کسی که حقیقت را بجوید و هدایت را پیرو باشد و به خداوند و رسولش ایمان آورد و گواهی دهد که جز الله معبودی نیست و شریک ندارد و یگانه است، و گواهی دهد که محمّد بنده و فرستادهٔ اوست. من تو را به سوی خدا می‌خوانم. فرستاده خدا برای همگان هستم تا آنان را بیم دهم و حجت را بر کافران تمام کنم. اسلام بیاور تا در امان باشی و اگر از اسلام روی‌گردان شوی، گناه مردم مجوس بر گردن تو است.
به گفته منابع اسلامی، خسرو پرویز نامه محمد را پاره کرد و گفت «بنده ناچیز میان اتباع من جرئت می‌کند نام خود را مقدم بر نام من بنویسد.» و به باذان فرمانده دست‌نشانده‌اش در یمن دستور داد دو مرد را نزد این شخص در حجاز فرستد و او را دستگیر کرده و به دربار ساسانی ارسال کند. به گفته منابع اسلامی، زمانی که محمد از پاره کردن نامه توسط خسرو پرویز مطلع شد، گفت که «پس امیدوارم خداوند سلطنت او را پاره کند.»
لازم به ذکر است به نگاه برخی تاریخ نگاران، نامهء پیامبر اسلام به خسرو پرویز، جعلی بوده و بعد ها توسط اعراب ساخته شده است تا حملات خود به ایران را توجیه کنند. 

### نامه محمد به مقوقس بزرگ مصر

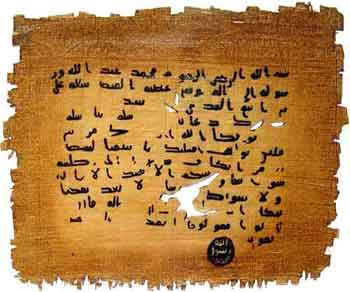
نامه محمد به مقومس

«بسم الله الرحمن الرحیم. من محمد رسول الإسلام إلی المقوقس عظیم القبط: سلام علی من اتبع الهدی، أما بعد فإنی أدعوک بدعوة الإسلام، أسلم تسلم یؤتک الله أجرک مرتین ﴿قُلْ یَا أَهْلَ الْکِتَابِ تَعَالَوْا إِلَی کَلِمَةٍ سَوَاءٍ بَیْنَنَا وَبَیْنَکُمْ أَلَّا نَعْبُدَ إِلَّا اللَّهَ وَلَا نُشْرِکَ بِهِ شَیْئًا وَلَا یَتَّخِذَ بَعْضُنَا بَعْضًا أَرْبَابًا مِنْ دُونِ اللَّهِ فَإِنْ تَوَلَّوْا فَقُولُوا اشْهَدُوا بِأَنَّا مُسْلِمُونَ﴾ [آل عمران: ۶۴].»
به نام خداوند بخشنده مهربان
از محمّد پیامبر اسلام به مقوقس، بزرگ قبطیان. درود بر پیروان هدایت. من تو را به آیین اسلام دعوت می‌کنم. اسلام بیاور تا در امان باشی، اسلام بیاور تا خداوند دو پاداش به تو دهد؛ و اگر نپذیری و اسلام نیاوری گناه قبطیان نیز به عهده تو است. ای اهل کتاب، بیایید به یک اصل مشترک میان خودمان عمل کنیم و آن این است که غیر خدا را نپرستیم و کسی را شریک او قرار ندهیم و برخی از ما برخی دیگر را به خدایی نپذیرد. اگر آنان از آیین حق روی گرداندند بگویید گواه باشید که ما پیرو آیین اسلامیم.
قُلْ يَا أَهْلَ الْكِتَابِ تَعَالَوْا إِلَىٰ كَلِمَةٍ سَوَاءٍ بَيْنَنَا وَبَيْنَكُمْ أَلَّا نَعْبُدَ إِلَّا اللَّهَ وَلَا نُشْرِكَ بِهِ شَيْئًا وَلَا يَتَّخِذَ بَعْضُنَا بَعْضًا أَرْبَابًا مِنْ دُونِ اللَّهِ ۚ فَإِنْ تَوَلَّوْا فَقُولُوا اشْهَدُوا بِأَنَّا مُسْلِمُونَ.

### نامه محمد به نجاشی حاکم حبشه
بسم الله الرحمن الرحیم من محمد رسول الإسلام إلی النجاشی ملک الحبشة: سلام علیک إنی أحمد الله إلیک، الله الذی لا إله إلا هو الملک القدوس السلام المؤمن المهیمن، وأشهد أن عیسی بن مریم روح‌الله وکلمته ألقاها إلی مریم البتول الطیبة الحصینة، فحملت بعیسی فخلقه الله من روحه کما خلق آدم بیده، وإنی أدعوک وجنودک إلی الله عز وجل، وقد بلغت ونصحت فاقبلوا نصحی، والسلام علی من اتبع الهدی.
به نام خداوند بخشنده مهربان
از محمد، فرستاده خدا، به نجاشی، پادشاه حبشه. سلام بر تو. من خدایی را که جز او خدایی نیست ستایش می‌کنم؛ خدایی که فرمانرواست و از هر عیبی منزه است، و خدایی که «سلام» است، بندگان فرمانبردارش از خشم او در امان‌اند و بر بندگانش ناظر و گواه است. گواهی می‌دهم که عیسی بن مریم روحی است از جانب خدا و کلمه‌ای است که خداوند او را در وجود مریم قرار داد. مریمی که زاهد و پاک و پاکدامن است. خداوند با همان نیرویی که آدم را بدون پدر و مادر آفرید، عیسی را نیز بدون پدر، از رحم مادرش به وجود آورد. من تو را به سوی خدای یگانه و بی‌شریک دعوت می‌کنم و از تو می‌خواهم که پیوسته مطیع و فرمانبردار او باشی و از آیین من پیروی کنی و به خدایی که مرا مبعوث کرده‌است ایمان و یقین داشته باشی. همانا من فرستاده خدایم و تو و مردمانت را به سوی خداوند عزیز و با عظمت دعوت می‌کنم.
من با این نامه رسالتم را ابلاغ کردم و برای شما خیرخواهی نمودم. خیر خواهی ام را بپذیرید. درود بر پیروان هدایت.

### نامه محمد به منذر بن ساوی التمیمی حاکم بحرین

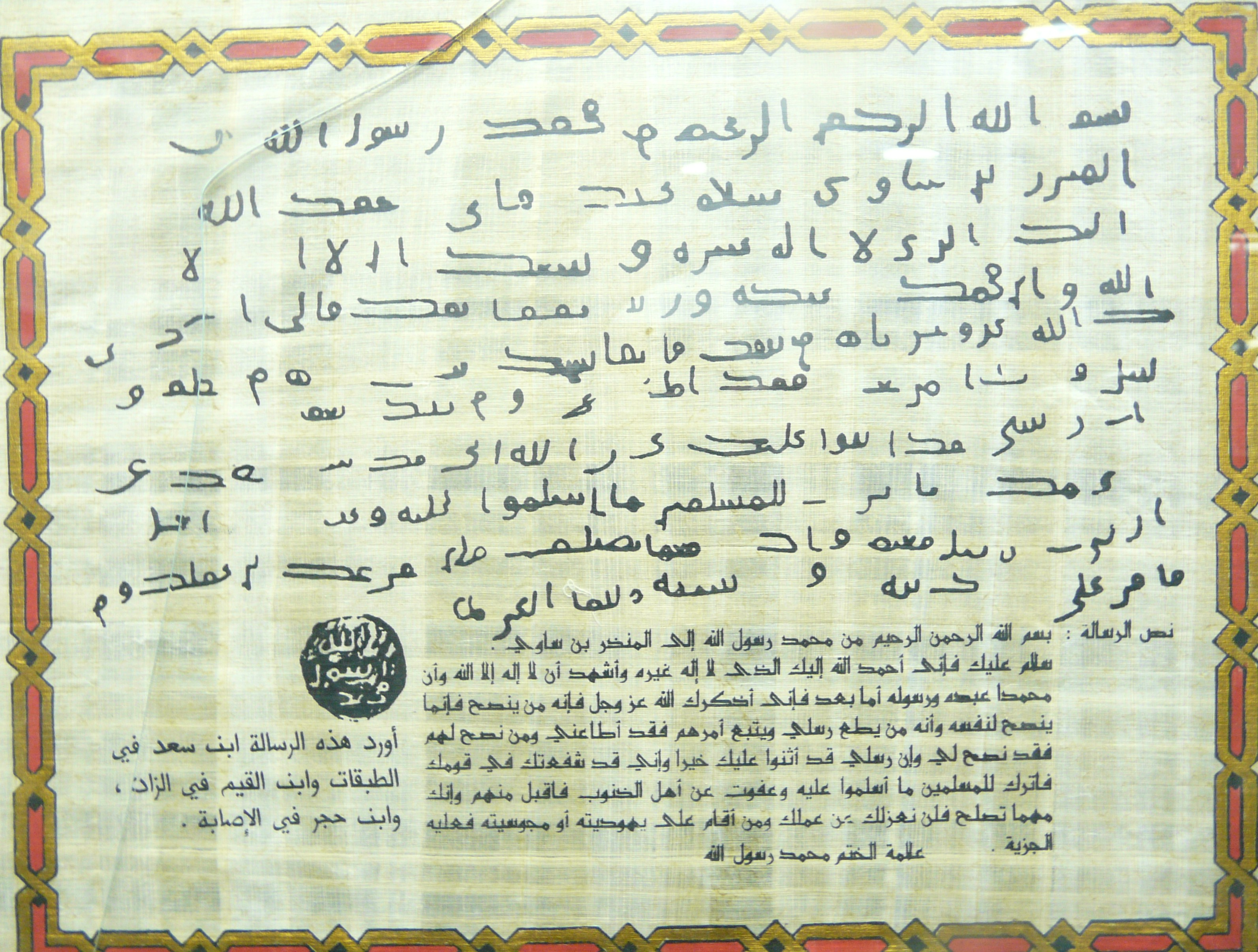
نامه محمد به منذر بن ساوی

بسم الله الرحمن الرحیم، من محمد رسول‌الله إلی المنذر بن ساوی، سلام علیک، فإنی أحمد إلیک الله الذی لا إله إلا هو، وأشهد أن لا إله إلا الله، وأن محمداً عبده ورسوله. أما بعد: فإنی أذکرک الله عز وجل، فإنه من ینصح فإنما ینصح لنفسه، ومن یطع رسلی ویتبع أمرهم فقد أطاعنی، ومن ینصح لهم فقد نصح لی، وإنّ رسلی قد أثنوا علیک خیراً، وإنی قد شفعتُکَ فی قومکَ، فاترکْ للمسلمین ما أسلموا علیه، وعفوتُ عن أهل الذنوب فاقبل منهم، وإنک مهما تصلح، فلن نعزلکَ عن عملک، ومن أقام علی یهودیة أو مجوسیة فعلیه الجزیة
به نام خداوند بخشنده مهربان
از محمّد فرستاده خدا به منذر بن ساوی. درود بر تو. ستایش می‌کنم به سوی تو الله را که جز او معبودی نیست. شهادت می‌دهم معبودی جز الله نیست و نیز گواهی می‌دهم که محمد، بنده و فرستاده اوست، اما بعد، من خدای عزّوجلّ را به یاد تو می‌آورم، همانا آن که خیرخواهی می‌کند، برای خویش خیرخواهی می‌کند و هر کس فرستادگان مرا فرمان برد و پیرو آنان شود مرا فرمان برده‌است و هر که خیر آنان را خواهد برای من خیرخواهی کرده‌است. فرستادگان من ثنای خیر بر تو می‌فرستند و من تو را در قومت شفاعت کردم، پس برای مسلمانان، آنچه را که بر آن تسلیم شدند واگذار و گناهکاران را بخشیدم پس از ایشان بپذیر؛ و تو هر قدر که اصلاح کنی هرگز تو را از مقامت بر کنار نخواهیم داشت و هر که بر آیین یهود یا مجوس باقی‌ماند، باید جزیه پرداخت کنند.